# Tintin (seriemagasin)
 For alternative betydninger, se Tintin. (Se også artikler, som begynder med Tintin)
Seriemagasinet Tintin (Le Journal de Tintin) er et fransksproget tegneserieblad, der blev udgivet fra den 26. september 1946 til 29. november 1988 af det belgiske forlag Le Lombard. Fra 1948 blev bladet udgivet i Frankrig af forlaget Dargaud; omkring 1974 overtog Le Lombard udgivelsen i Frankrig. Allerede fra starten i 1946 og frem til 1993 udgav Le Lombard bladet på hollandsk med titlen Kuifje.
En kortlivet afløser til Tintin var Hello Bédé, der blev udgivet fra september 1989 til juni 1993.

## Chefredaktører
Tintins chefredaktører fra starten i 1946 frem til 1988, da den belgiske udgave blev nedlagt.
- 1946–1947: Jacques Van Melkebeke
- 1947–1959: André Fernez
- 1959–1965: Marcel Dehaye
- 1965–1974: Greg
- 1974–1976: Henri Desclez
- 1976–1979: André-Paul Duchâteau
- 1979–1988: Jean-Luc Vernal

### Nogle serier
Nedenstående liste er langt fra komplet. En mere udførlig liste kan ses på BDoubliees.
- Alix
- Allan Falk (Ric Hochet)
- Barelli
- Benny Bomstærk (Benoît Brisefer)
- Bernard Prince
- Blake og Mortimer (Blake et Mortimer)
- Bruno Brazil
- Bruce J. Hawker
- Buck Danny
- Buddy Longway
- Clifton
- Dan Cooper
- De tre spejdere (3A og senere Les aventures des 3 A)
- Familien Franval (Franval)
- Henrik og Hagbart (Johan et Pirlouit)
- Iznogood (Iznogoud)
- Jack Diamond
- Jonathan
- Jugurtha
- Lars og Lue / Rune & Sune (Quick et Flupke)
- Lefranc
- Line
- Lucky Luke
- Luftens Ørne (Michel Tanguy og Tanguy et Laverdure)
- Mads', Mettes og Sjokos oplevelser (Jo, Zette et Jocko)
- Max Jordan (Gil Jourdan)
- Michel Vaillant
- Natacha
- Red Kelly (Comanche)
- Ringo
- Rip Kirby
- Sammy
- Sylvester og Ottilia (Popol et Virginie)
- Tim og Thomas (Tif et Tondu)
- Tintins oplevelser (Les Aventures de Tintin)
- XIII
- Yakari
- Yoko Tsuno
- Umpa-pa (Oumpah-Pah)